# Куйбышевский сельский совет (Шишацкий район)
Куйбышевский сельский совет (укр. Куйбишевська сільська рада) — входит в состав
Шишацкого района
Полтавской области
Украины.
Административный центр сельского совета находится в 
с. Покровское.

## Населённые пункты совета
- с. Покровское
- с. Климово
- с. Малый Перевоз
- с. Маначиновка